# Hearts of Iron IV
Hearts of Iron IV (укр. Залізні Серця IV) — відеогра в жанрі глобальної стратегії про Другу світову війну. Розроблена шведською компанією Paradox Development Studio та опублікована компанією Paradox Interactive. Реліз відеогри відбувся 6 червня 2016 року; гра стала сиквелом відеогри Hearts of Iron III й продовжує серію Hearts of Iron. Як і раніше, гравцеві належить керувати однією з країн світу, розбудовуючи її інфраструктуру, досліджуючи нові технології, зміцнюючи збройні сили країни, вкладаючи нові договори з іншими країнами тощо аби привести її до перемоги — не обов'язково так, як відбувалося історично.

## Ігровий процес

Приклад гри за Велику Британію

### Основи
Залежно від обраного сценарію дія відеогри розпочинаються або 1 січня 1936 року, або 14 серпня 1939-го, охоплюючи історичний проміжок громадянської війни в Іспанії, вторгнення Японії на територію Китаю, Другу світову війну та її найпізніше гіпотетичне закінчення. Як і в попередніх частинах серії, є можливість грати не тільки за провідні країни тих часів (США, СРСР, Третій Райх, Японію, Велику Британію тощо), а й за будь-яку іншу країну світу. Якщо гра стартує в 1936 році, Друга світова війна може розпочатися раніше чи пізніше 1 вересня 1939 року та з іншим розкладом сил. Якщо ж початком обрано 1939 рік, то всі держави починають на умовах, що відповідають історичним.
Гра відбувається в реальному часі, але в масштабі, і дозволяється змінювати швидкість плину часу або ставити гру на паузу в будь-яку мить. Головні події коментуються заголовками газет, які супроводжують історичні фото. Кожна з держав займає свою стартову територію, має стартового лідера, політиків, командувачів та ідеологію — демократію, фашизм, комунізм чи нейтралітет. Політичні події всього світу виражаються в загальному стані напруги. Деякі рішення, такі як радикальні дії, не можуть бути прийняті за низького рівня напруги. Hearts of Iron IV дозволяє залишитися на нейтральній стороні, споглядаючи війни інших держав.
Мапа світу поділена на регіони й кожна держава може займати декілька, захопити ворожі, або втратити в ході анексії або бойових дій. В більшості регіонів можна будувати споруди, як-от військовий чи цивільний завод, верф, аеродром чи бункер. Залежно від доступних споруд і вивчених технологій, можна створювати різні типи військової техніки, піхоти та по-різному їх озброїти чи використати військові доктрини.

#### Інтерфейс
Державу характеризують параметри на верхні панелі: політична влада (потрібна для найму радників і військових посадовців, а також прийняття рішень), стабільність (визначає єдність населення та підтримку поточного уряду народом), підтримка війни (визначає частку витрат на військову галузь), людські ресурси (кількість мобілізованих до війська людей), військові підприємства (кількість заводів і верфей для створення й оснащення військ), пальне (визначає швидкість пересування військ), задоволення потреб логістики (визначає, наскільки задоволені потреби країни в транспорті для постачання припасів) і конвої (визначає ефективність сполучення з іншими державами для торгівлі чи ленд-лізу).

### Розвиток держави
Населення держав має почуття єдності, що зростає при схвалюваних політичних діях і падає при несхвалюваних, або коли держава перебуває у скрутному становищі. При низькому рівні єдності може статися державний переворот з різкою зміною лідерів чи й політичної системи в цілому. Уряд щоденно, а також унаслідок деяких рішень, отримує політичну владу — ресурс, який витрачається на вербування військових лідерів, політиків, учених, а також на ухвалення нових законів. Існують радники, котрі відповідають за різні галузі життя держави та підвищують їхню ефективність.
У держави також є робоча сила, представлена часткою від загального населення. Робоча сила необхідна для праці на заводах і перетворення на солдатів. Через втрати серед цивільного населення внаслідок бойових дій чи виснаження робоча сила зменшується. В кожної держави є свій національний фокус, який дає бонуси в певній галузі. Він дозволяє обирати нові рішення, щоб вибудувати актуальну стратегію.
Будівництво споруд і створення військ вимагає стратегічних ресурсів: нафти (потім переробляється на пальне), алюмінію, гуми, вольфраму, сталі та хрому. В кожному регіоні може бути джерело якогось із них, що додатково спонукає до військових дій з метою їх захоплення, або перемовин і торгівлі. Різні війська потребують різних ресурсів. Наприклад, авіація потребує дуже багато алюмінію та вольфраму, а артилерія й танки — сталі.
Одночасно можуть автоматично вивчатися кілька технологій, але наявність учених пришвидшує цей процес. Це можуть бути як власні вчені, так і іноземні, що отримали політичний притулок. Для кожної технології існує термін її історичного вивчення; щоб вивчити її раніше, потрібно буде витратити додаткові очки науки. Технології відкривають нові бойові одиниці, озброєння та деталі. Потім дається змога налаштувати бойові одиниці в спеціальних редакторах.

### Війна
Кожна держава може володіти кількома арміями, кожна з яких має свого командира. Армії поділяються на наземні, флот і авіафлот, і представлені моделлю однієї переважної бойової одиниці. У кожній з них можуть бути різні види військ: кілька загонів піхоти, танкові та мотопіхотні з'єднання тощо. Війська в них отримують досвід за бойові дії чи тренування, що збільшує їхню ефективність. Війська можна об'єднувати в дивізії різної спеціалізації. Кожній дивізії встановлюється максимальна ширина фронту, яку вона може покрити. Різні командири по-різному можуть володіти військами. Наприклад, генерал командує однією армією з кількома дивізіями, а фельдмаршал — одразу кількома арміями. За очки влади здібності командирів дозволяється розвивати, щоб зробити його армію ефективнішою за певним спрямуванням.
Коли дві армії вступають у бій, показується вікно зі співвідношенням сил, тактикою кожної сторони, складом армій та їхніми характеристиками. Частина дивізій може перебувати в резерві та приєднатися до бою, якщо інша дивізія виснажиться або загине. Бій може тривати багато умовних годин, що зображається схематичними бойовими діями. Кожну ігрову добу дозволяється змінити тактику конкретного бою, якщо він ще не закінчився. Військові доктрини дозволяють використати особливості місцевості, наприклад, підвищивши ефективність при боях у лісі.
Для переміщення військ важлива логістика: наявність транспорту, доріг, безпечних водних і повітряних шляхів. Наприклад, для активного використання авіації корисно мати авіаносці. Логістика також включає розподіл ресурсів, такий як норми витрати пального. Військам задається поведінка — наступати, оборонятися, тренуватися чи спробувати прорвати лінію фронту тощо. Для флоту доступні такі опції, як мінування чи розмінування водних просторів, патрулювання, підтримка висадки десанту. Авіація може бомбардувати ворогів і їхні міста, чи перехоплювати ворожі літаки.
Розвідка дозволяє шпигувати за іншими державами та здійснювати там диверсії чи збільшувати популярність своєї ідеології, щоб потім схилити державу на свій бік.

## Розробка
Hearts of Iron IV була вперше представлена в січні 2014 року. Планувалося, що вона буде випущена у першому кварталі 2015-го, але згодом дату змістили на другий квартал того ж року. На відеоігровій виставці Electronic Entertainment Expo 2015 року креативний директор проєкту Юган Андерссон підтвердив, що відеогра все ж не вийде в запланований термін, оскільки розробники не встигають доопрацювати відеогру до бажаного стану. Пізніше Андерссон також повідомив, що відеогра має вийти не в першому кварталі 2016 року.
Кінцева дата виходу HoI4 була розголошена 15 березня 2016-го, тоді розробники оголосили, що повноцінний випуск відеогри відбудеться на 72-річчя висадки в Нормандії. Hearts of Iron IV була випущена 6 червня 2016 року для Microsoft Windows, macOS та Linux.

## Доповнення та модифікації

### Доповнення (DLC)
Усього розробники Hearts of Iron IV випустили одинадцять офіційних доповнень, які розширили гілки національних фокусів деяких країн, а також додали нові особливості до ігрового процесу: ленд-ліз, взаємодія з маріонетковими державами, шпигунство тощо. Ще 1 доповнення заплановане протягом 2024—2025 років
19 жовтня 2019 року під час PDXCon 2019 було анонсоване останнє на той момент п'яте доповнення до відеогри під назвою «La Résistance» (укр. Рух опору), котре додало шпигунство та розширило національні фокуси Франції та Іспанії. Доповнення було випущене 25 лютого 2020 року.
| Назва                                         | Дата випуску      | Опис |
| --------------------------------------------- | ----------------- | --- |
| Together for Victory (Разом до перемоги)      | 15 грудня 2016    | Перше офіційне доповнення до Hearts of Iron IV, яке зосереджується на розвитку маріонеткових держав. Додає нові розширені варіанти розвитку національних фокусів Британських заморських територій: Канади, Австралії, Нової Зеландії, Британської Індії та Південної Африки. Доповнення також вносить зміни й до системи автономії, додає систему ленд-лізу, обмін технологіями тощо. |
| Anniversary Pack                              | 6 червня 2017     | Незначне розширення до Hearts of Iron IV. Додає новий дубляж озвучування для польських військ, 20 нових лідерів і головнокомандувачів різних країн, а також 20 нових користувацьких значків для позначення різноманітних дивізій. |
| Death or Dishonor (Смерть чи безчестя)        | 14 червня 2017    | Друге офіційне доповнення до гри, яке зосереджується на боротьбі Південно-Східної та Центральної Європи. Завантажуваний вміст додає нові розширені варіанти розвитку національних фокусів для Чехословаччини, Угорщини, Румунії та Югославії. Крім того, доповнення додає декілька нових дипломатичних взаємодій, нових маріонеткових взаємодій та нових маріонеток для фашистських країн. |
| Waking the Tiger (Тигр прокидається)          | 8 березня 2018    | Третє офіційне доповнення до гри, яке зосереджується на подіях Другої китайсько-японської війни в Другій світовій війні. Завантажуваний вміст додає нові розширені варіанти розвитку національних фокусів для Республіки Китай та Китайської Народної Республіки. Доповнення також змінює деякі варіанти розвитку національних фокусів Німеччини та Японії, й додає до гри нову систему прийняття рішень. Крім того була додана система акліматизації й уміння генералів військ. |
| Man the Guns (Людина рушниць)                 | 28 лютого 2019    | Четверте офіційне доповнення, анонсоване 19 травня 2018 року. Випуск відбувся разом із новою версією відеогри, патчем 1.6 (Ironclad). Доповнення зосереджено на військово-морській тематиці, додаючи морський ландшафт, впроваджуючи нову систему спостереження та контролювання власного морського флоту тощо. Доповнення також додає можливість власноруч облаштовувати свої кораблі, додаючи до них броню або військове обладнання. До того ж були перероблені національні фокуси США та Сполученого Королівства, а також додані нові для Нідерландів і Мексики. |
| La Résistance (Опір)                          | 25 лютого 2020    | П'яте офіційне доповнення, вперше анонсоване 19 жовтня під час PDXCon 2019, що проходив 18 — 20 жовтня 2019 року в Берліні, Німеччина. La Résistance запроваджує нову систему шпигунства, додавши країнам розвідувальні агентства. В них тренуються шпигуни, яких гравець зможе відправляти на різноманітні операції, як-от підтримання повстанських рухів, влаштування диверсій чи збір корисної інформації. Також, доповнення розширює гілку національних фокусів Франції, Іспанії та Португалії. Як і раніше, випуск доповнення супроводжувався виходом безкоштовного оновлення 1.9 (Husky), котре цього разу містить покращену систему рухів опору, поліпшення інтерфейсу для бойових планів і повітряних операцій тощо. |
| Battle for the Bosporus (Битва за Босфор)     | 15 жовтня 2020    | Доповнення, анонсоване 23 вересня 2020 року. Додані нові дерева національних фокусів і провінції для Туреччини, Греції і Болгарії, а також для власників Death or Dishonor були перероблені і змінені національні фокуси для Югославії та Румунії. Доповнення вийшло 15 жовтня 2020 року. |
| No Step Back (Ні кроку назад)                 | 23 листопада 2021 | Додає залізниці, бронепотяги, залізничні гармати, дизайни танків з можливістю кастомізувати шасі, озброєння, двигуни, та розширює дерево фокусів для Радянського Союзу та додає нові для балтійських країн. Додаткове безкоштовне оновлення основної гри та малого доповнення Poland: United and Ready розширило дерево фокусів Польщі. |
| By Blood Alone (Однією кров'ю)                | 27 вересня 2022   | Зазнали зміни мирні конференції, змінено авіабудування. Були перероблені національні фокуси для Італії та додані нові для Ефіопії та Швейцарії. |
| Arms Against Tyranny (Зброя проти тиранії)    | 10 жовтня 2023    | Додано дерева фокусів для нордичних країн, військово-промислові організації та міжнародний ринок спорядження. |
| Trial of Allegiance (Випробовування вірності) | 7 березня 2024    | Додано дерева фокусів для країн Південної Америки: Аргентини, Бразилії та Чилі, а також для Парагваю та Уругваю. |
| Götterdämmerung (Загибель богів)              | 14 Листопада 2024 | Додано механіки Вундерваффе і військових рейдів. Були перероблені дерева фокусів для Німеччини і Угорщини, а також додано дерева фокусів Австрії, Бельгії та Бельгійському Конго. |
| Graveyard of Empires(Кладовище імперій)       | 4 березня 2025    | Додано унікальні дерева фокусів для Індії, Ірану, Іраку та Афганістану. А також було додано пару нових держав таких, як французька Сирія та Британська Бірма. |

4 квітня 2024, Together for Victory, Death or Dishonor, і Waking the Tiger були інтегровані в базову гру і перестали бути DLC.

### Моди
Hearts of Iron IV була розроблена як відкритіша гра, ніж попередні ігри серії. Почасти через це гру легше модифікувати, ніж попередні ігри серії. За словами директора гри Дана Лінда, 64 % гравців у Hearts of Iron IV використовують моди. Більшість модів не змінюють ігровий процес кардинально, але розширюють певні його аспекти, завдяки чому здобули поширення в спільноті: наприклад, «Player-Led Peace Conferences» (укр. Мирні конференції під керівництвом гравця), які дають гравцеві більше контролю над результатом гри. Крім того, було розроблено ряд модів повної конверсії, які кардинально змінюють гру, та випущено на багатьох сайтах, наприклад, у Steam Workshop. Деякі моди виявилися досить успішними, щоб привернути увагу ЗМІ, зокрема такі:
- Kaiserreich: Legacy of the Weltkrieg (укр. Кайзеррайх: Спадок Вельткригу) — модифікація, дія якої розгортається в світі, де Центральні держави перемогли у Першій світовій війні. Більшість членів ігрової спільноти вважає Kaiserreich найбільшим та найпродуманішим модом для Hearts of Iron IV[33][34].
- Old World Blues (укр. Блюз Старого світу) — модифікація, дія якої відбувається у ретрофутуристичному постапокаліптичному всесвіті Fallout. Цей мод здобув високу оцінку за ефективне зображення серії Fallout в рамках глобальної стратегії[35][36].
- The New Order: Last Days of Europe (укр. Новий порядок: Останні дні Європи) — модифікація, дія якої розгортається у світі, де країни Осі перемогли в Другій світовій війні[37]. Мод здобув високу оцінку за багату та розгорнуту оповідь[37].
- Cold War: Iron Curtain (укр. Холодна війна: Залізна завіса) — модифікація, яка переносить дію гри на початок Холодної війни[38].

Деякі інші моди також викликали суперечки через расистський і фашистський підтекст, наприклад, Deus Vult (лат. Так хоче Бог) — мод, який додає в гру лицарів-тамплієрів, які, на момент випуску, могли здійснювати різні злодіяння.

### Музичний супровід
Розробники дають можливість гравцю придбати музичні композиції шведського гурту Sabaton, створені після виходу Hearts of Iron IV. Розробники також зазначили, що в відеогру з новими звуковими доріжками неможливо транслювати в прямому ефірі, через імовірне порушення авторських прав.
| Назва                                                | Дата випуску  | Опис |
| ---------------------------------------------------- | ------------- | --- |
| Music — Hearts of Iron IV: Sabaton Soundtrack        | 6 червня 2016 | Додає до Hearts of Iron IV п'ять нових композицій: Hearts of Iron (4:28), Primo Victoria (4:11), Stalingrad (5:18), Wolfpack (5:56), Night Witches (3:01).                                           |
| Music — Hearts of Iron IV: Sabaton Soundtrack Vol. 2 | 26 січня 2017 | Додає до Hearts of Iron IV десять нових композицій: Ghost Division, Resist and Bite, Coat of Arms, Uprising, Screaming Eagles, 40:1, Panzerkampf, Smoking Snakes, To Hell and Back, The Last Battle. |

## Сприйняття
| Агрегатор  | Оцінка |
| ---------- | ------ |
| Metacritic | 83/100 |

| Видання                    | Оцінка |
| -------------------------- | ------ |
| GameSpot                   | 8/10   |
| IGN                        | 9/10   |
| PC Gamer (Велика Британія) | 88/100 |
| Игромания                  | 9/10   |

| Видання | Оцінка |
| ------- | ------ |
| PlayUA  | 75/100 |

Hearts of Iron IV отримала дуже позитивні відгуки збоку критиків та гравців. Гра стала одним із головних комерційних успіхів року. Менш ніж за два тижні було продано понад 200 тисяч примірників. З усіх ігор від Paradox Interactive, саме Залізні Серця IV стала найшвидше продаваною історичною стратегією видавця на сьогодні. Лютого 2017 року, світові продажі гри досягли 500 тисяч примірників.
На Metacritic сиквел отримав 83 бали зі 100, на основі відгуків від 37 критиків. Висновок вебсайту щодо гри: «Hearts of Iron IV» кидає виклик усім гравцям зіткнутися з жорстокістю та ворожнечею часів Другої світової війни в різносторонній стратегії, де історія може бути змінена або повністю переписана з точки зору глобальної наддержави, яка намагається змінити світ раз і назавжди, або маленької країни, яка просто намагається вижити.
Українське інтернет-видання, PlayUA, оцінило відеогру на 75 балів зі 100. У своєму огляді вебсайт хвалив гарну графіку гри, її атмосферність, легкість засвоєння для новачків тощо, але й додав, що «Гра хоч і стала простішою, але все ще безжальна до маленьких помилок, що з часом переростають у величезну купу неправильних рішень».